# Läuferstrom
Als Läuferstrom bezeichnet man in der Elektrotechnik den Strom, der im Läuferkreis eines Elektromotors fließt. Der Läuferstrom kann entweder durch eine im Motor durch Induktion erzeugte Spannung oder eine von außen zugeführte Spannung erzeugt werden.

## Entstehung und Verhalten
Durch das Speisen der Statorspulen eines Asynchronmotors mit einem symmetrischen Drehstrom wird im Läufer desselben Motors die Läuferspannung erzeugt. Bedingt durch die Läuferspannung fließt im Läuferkreis ein Strom, der als Läuferstrom bezeichnet wird. Die Amplitude dieses Stromes ist genauso gerichtet wie die Amplitude der Läuferspannung, jedoch ist der Läuferstrom ihr gegenüber um 120 Grad phasenverschoben. Die Höhe des Läuferstromes ist von der Impedanz des Läufers und der mechanischen Belastung des Motors abhängig. Die Höhe des Läuferstromes lässt sich bei bestimmten Motoren, z. B. Schleifringläufermotoren, mittels Strommessgerät messen. Allerdings ist diese Messung sehr ungenau, weshalb man in der Praxis den Läuferstrom aus der abgegebenen Leistung des Motors und der Läuferspannung berechnet. Der Läuferstrom erzeugt im Motor ein zweites Magnetfeld. Dieses Magnetfeld bewirkt im Statormagnetfeld ein Kraft. Zusammen mit dem resultierenden Drehfeld wird ein Drehmoment hervorgerufen, was auf den Läufer einwirkt und den Läufer in Richtung des Drehfeldes beschleunigt. Mit steigender Drehzahl verringert sich die Läuferspannung und somit auch der Läuferstrom. Außerdem nimmt die Läuferfrequenz mit steigender Drehzahl des Läufers ab. Dies wiederum hat zur Folge, dass auch der Blindwiderstand des Läufers abnimmt. Mit abnehmendem Blindwiderstand verringert sich zudem auch die Phasenverschiebung zwischen der Läuferspannung und dem Läuferstrom. Aufgrund des Läuferwiderstandes entstehen durch den Läuferstrom im Läufer Verluste, die als Läuferkupferverluste bezeichnet werden. Um diese Verluste für den Nennbetrieb des Motors zu minimieren, werden Stromverdrängungsläufer eingesetzt.

## Anwendung
Die Erzeugung des Läuferstromes durch Induktion wird bei Kurzschlussläufermotoren und Schleifringläufermotoren angewendet. Bei Schleifringläufermaschinen lässt sich auch über die Schleifringe von extern eine Spannung aufschalten, die dann einen Läuferstrom erzeugt. Dies erfolgt unter Zuhilfenahme eines Frequenzumrichters bei als doppelt gespeiste Asynchronmaschinen bezeichneten Maschinen. Ebenso wird der Läuferstrom durch extern zugeführte Spannung bei Synchronmaschinen und bei klassischen Gleichstrommaschinen erzeugt. Das physikalische Prinzip der Läuferstromerzeugung durch Induktion wird bei der Gleichstrombremsung mittels Frequenzumrichter verwendet.